# Ісак Амундсен
Ісак Гельстад Амундсен (норв. Isak Helstad Amundsen, нар. 14 жовтня 1999, Бреннейсунн, Норвегія) — норвезький футболіст, захисник клубу «Молде».

## Ігрова кар'єра
Ісак Амундсен народився у містечку Бреннейсунн, де й починав свою футбольну кар'єру. У травні 2014 року він дебютував у місцевій однойменний команді, що виступає у четвертому дивізіоні чемпіонату Норвегії.
Своєю грою, а також  високою, як для захисника, результативністю, Амундсен привернув до себе увагу клубів з Елітсерії і у 2018 році футболіст перебрався до клубу «Буде-Глімт». Але свою першу гру в основі «Буде-Глімта» Амундсен зіграв лише влітку 2020 року, до цього виступаючи у молодіжній команді клуба.
У 2021 році для набуття більшої ігрової практики Амундсен відправився до складу новачка Елітсерії — «Тромсе».
Перед початком сезону 2024 року Ісак Амундсен перейшов до клубу «Молде».

## Досягнення
Буде-Глімт
 Чемпіон Норвегії: 2020, 2023